# Seul ...Avec Vous
Seul... Avec Vous – pierwszy koncertowy album Garou, wydany 18 lutego 2002 roku.
Na płycie znajduje się trzynaście utworów zarejestrowanych podczas europejskiej trasy koncertowej Seul 2001, a także wersja studyjna piosenki Le monde est stone z musicalu Starmania. Wcześniej wykonywała ją Celine Dion. Na świecie płyta rozeszła się w ilości 600 tys. ezgzemplarzy. Na albumie udało się uchwycić energię panującą na koncertach Garou, dzięki żywiołowemu wykonaniu utworów, np. You Can Leave Your Hat On z repertuaru Joe Cockera czy La boheme, ten utwór w oryginale wykonywał Charles Aznavour.
Na płycie znajduje się też wielojęzyczna wersja utworu Belle z musicalu Notre-Dame de Paris zaśpiewana po francusku, angielsku i hiszpańsku.

## Lista utworów
| #   | Tytuł                                                       | Autor tekstu                                                     | kompozytor           | Czas trwania |
| --- | ----------------------------------------------------------- | ---------------------------------------------------------------- | -------------------- | ------------ |
| 1.  | Je n`attendais que vous                                     | Jacques Veneruso                                                 | Jacques Veneruso     | 5:17         |
| 2.  | Gitan                                                       | Luc Plamondon                                                    | Romano Musumarra     | 4:05         |
| 3.  | Que l`amour est violent                                     | Luc Plamondon                                                    | Aldo Nova, R.Virag   | 5:41         |
| 4.  | La boheme (oryginalne wyk. Charles Aznavour)                | Jacques Plante                                                   | Charles Aznavour     |              |
| 5.  | Au plaisir de ton coeur                                     | Luc Plamondon                                                    | Aldo Nova, Ri.Virag  | 4:38         |
| 6.  | Ce soir on danse a Naziland                                 | Luc Plamondon                                                    | Michel Berger        |              |
| 7.  | Demande au soleil                                           | Luc Plamondon                                                    | Romano Musumarra     | 5:34         |
| 8.  | Belle (fr-ang-hiszp)                                        | Luc Plamondon (tłum ang. Will Jenings, tłum hiszp. Nacho Artime) | Richard Cocciante    |              |
| 9.  | Au bout de mes reves (oryginalne wyk. Jean Jacques Goldman) | Jean Jacques Goldman                                             | Jean Jacques Goldman |              |
| 10. | You Can Leave Your Hat On (oryginalne wyk. Joe Cocker)      | Randy Newman                                                     | Randy Newman         |              |
| 11. | Medley R&B (Sex Machine, Everybody, Shout, I Feel Good)     |                                                                  |                      |              |
| 12. | Dieu que le monde est injuste                               | Luc Plamondon                                                    | Richard Cocciante    |              |
| 13. | Seul                                                        | Luc Plamondon                                                    | Romano Musumarra     | 4:41         |
| 14. | Le monde est stone (studio recording)                       | Luc Plamondon                                                    | Michel Berger        |              |